# Roots reggae
Genres dérivés
Dub
Le roots reggae ou reggae roots est un sous-genre de reggae qui traite de la vie quotidienne et des aspirations des artistes concernés, y compris du côté spirituel du rastafari et de l'honneur de Dieu, appelé Jah par les rastafari et à l'utilisation du cannabis comme plante sacrée. Il est également identifié à la vie de souffrance dans les ghettos et des pauvres des zones rurales. Ce genre a différents thèmes pour ses chansons notamment la spiritualité et la religion, la pauvreté, la fierté d'être noir, les questions sociales, la résistance au gouvernement et de l'oppression raciale, et du rapatriement de l'Afrique.

## Histoire
L'influence croissante du mouvement rastafari s'est réalisée après la visite de Hailé Sélassié en Jamaïque en 1966. Hailé Sélassié a joué un rôle majeur dans le développement du reggae roots, avec des thèmes spirituels devenant de plus en plus prégnantes dans les paroles du reggae à la fin des années 1960. Parmi les œuvres influentes du début du roots reggae on peut citer Winston Holness Blood and Fire (1970) et de Yabby You Conquering Lion (1972). Les troubles politiques ont également joué un rôle, notamment en 1972 durant la campagne électorale de Michael Manley qui ciblait le support des communautés jamaïcaines des ghettos. L'augmentation des violences due à l'opposition des partis politiques a été l'un des thèmes centraux de ce courant, avec des morceaux tels que Police and Thieves de Junior Murvin et Two Sevens Clash de Culture.
L'âge d'or du reggae roots est généralement considérée être la deuxième moitié des années 1970 — avec des artistes tels que The Abyssinians, Johnny Clarke, Cornell Campbell, Bob Marley, Peter Tosh, Burning Spear, Dennis Brown, Max Romeo, Horace Andy, Hugh Mundell, et Lincoln Thompson, et des groupes comme Black Uhuru, Steel Pulse, Israel Vibration, The Gladiators et de Culture — s'associant avec des producteurs tels que Lee « Scratch » Perry, Bunny Lee, Joseph Hoo Kim et Coxsone Dodd. Les expérimentations de ces producteurs avec les contraintes techniques ont donné naissance au dub, et est considérée par certains historiens de la musique comme l'un des premiers (quoique analogique) contributeurs aux techniques de production de musique de danse moderne.
Le roots reggae est également devenu très populaire en Europe dans les années 1970, en particulier parmi les jeunes blancs de gauche, dans l'Ouest de l'Europe. La popularité du groupe Les Wailers en Europe a ouvert la porte pour d'autres artistes, et les racines des artistes reggae est devenu populaire avec les fans punk rock. Lorsque les Jamaïcains se sont tournés vers le dancehall, beaucoup de groupes mixtes de reggae roots ont été formés en Europe.
Plus tard, le reggae roots a fait son chemin jusqu'aux États-Unis avec la migration massive de Jamaïcains à New York. Ce phénomène prend place pendant les réformes américaines, avec des lois sur l'immigration au début des années 1960. Parallèlement aux traditions localisées et à la nourriture, la musique reggae a été inévitablement apportée, contribuant au paysage sonore de New York, comme le développement du hip-hop.
Alors que le roots reggae a été largement dépassé par la popularité du dancehall en Jamaique, certains artistes du roots reggae du début, tels que Culture, Burning Spear, et Israel Vibration ont continué à produire des musiques de roots reggae, et des artistes comme Beres Hammond et Freddie McGregor ont continué le roots reggae, comme style musical et dans ses thématiques, jusque dans les années 1980. Dans les années 1990, les jeunes artistes Jamaïcains se sont intéressés au mouvement rastafari et ont commencé à incorporer des thématiques du roots reggae dans leur musique. Le plus notable parmi la nouvelle génération d'artistes « conscient » a été Garnett Silk, qui a porté un message spirituel positif et l'utilisation constante du roots et des riddims rocksteady lui ont donné un attrait intergénérationnel envers le public des Caraïbes. Alors que d'autres figures connues du dancehall, comme Capleton et Buju Banton, sont devenues de fervents rastas et ont changé leur direction musicale. D'autres artistes et groupe de roots ont aussi vu le jour à cette époque comme Luciano, Junior Kelly, Morgan Heritage, Anthony B, et Sizzla.